# John Hannay
John Howard Hannay (* 1951) ist ein britischer theoretischer Physiker, der sich mit Quantenchaos, theoretischer Optik und Mechanik befasst. Er ist Professor an der University of Bristol.
Hannay studierte und promovierte an der Universität Cambridge. Er ist seit den 1980er Jahren an der Universität Bristol.
1985 fand er ein Analogon der ursprünglich in der Quantenmechanik eingeführten geometrischen Phase von Michael Berry (mathematisch ein Holonomie-Effekt)  in der klassischen Mechanik (Hannay Winkel). Ein Beispiel ist das Foucault-Pendel.
1980 veröffentlichte er mit Michael Berry eine Pionierarbeit zum Quantenchaos, die gleichzeitig eine frühe Anwendungen der Zahlentheorie in der Physik war.
Mit Ozorio de Almeida führte er 1984 eine nach ihnen benannte Summenformel in die Theorie des Quantenchaos ein. Sie wandten sie auf die quantenmechanische spektrale Korrelationsfunktion an und zeigten, dass diese je nachdem das klassische Verhalten periodisch oder chaotisch war stark unterschiedliches Verhalten zeigte.
2003 erhielt er die Dirac-Medaille (IOP).

## Schriften
- mit Michael Berry Quantization of linear maps on a torus - Fresnel diffraction by a periodic grating, Physica D, Band 1, 1980, S. 267–290
- mit A.M.Ozorio de Almeida Periodic orbits and a correlation function for the semiclassical density of states, Journal of Physics A, Band 17, 1984,  S. 3429–3440, Abstract
- mit A. M. Ozorio de Almeida Resonant periodic orbits and the semiclassical energy spectrum,  J. Phys. A, Band 20, 1987, S. 5873–5883
- mit A. M. Ozorio de Almeida Geometry of two dimensional tori in phase space: projections, sections and the Wigner function, Annals of Physics, Band 138, 1982, S. 115
- Geometric quantum phase, in Lerner, Trigg (Herausgeber) The encyclopaedia of physics, VCH 1991
- Carnot and the fields formulation of elementary thermodynamics, American Journal of Physics, Band 74, 2006, S. 134–140
- Polarization of sky light from a canopy atmosphere, New Journal of Physics, Band 6, 2004, S. 1–10
- The chaotic analytic function, Journal of Physics A, Band 31, 1998, L 755-761
- mit A. M. Ozorio de Almeida, Jonathan Keating Optical realization of the bakers' transformation, Nonlinearity, Band 7, 1994, S. 1327–1342
- Path linking interpretation of Kirchhoff diffraction, Proc. Royal Society A, Band 450, 1995, S. 51–65
- mit A. Thain Exact scattering theory for any straight reflectors in two dimensions, Journal of Physics A, Band 36, 2003, S. 4063–4080
- Radiative transfer: exact Rayleigh scattering series and a formula for daylight, Proc. Royal Society A, Band 463, 2007, S. 2729–2751